# Райський поцілунок
«Райський поцілунок» (яп. パラダイスキス) — японський фільм режисера Такехіко Шині.

## Сюжет
«Є таке місце … Туди ведуть невеликі сходи; там витає запах китайських цукерок. За дверима пронизливо-рожевого кольору чутні звуки божевільної музики. Це місце схоже на підвал. Вони називають його своїм ательє.»
Все своє життя — від раннього дитинства до нинішніх 18-ти — Юкарі була «хорошою дівчинкою». Вона прекрасно вчиться. Вона готується вступити до престижного вузу. Вона закохана (боязко і таємно, зрозуміло) в свого однокласника. І раптом (за які гріхи, питається?), одного прекрасного дня на вулиці до неї підходить хлопець із страхітливим пірсингом і просить (вірніше, вимагає), щоб вона стала моделлю для «Paradise kiss» — нової марки одягу від молодих, амбітних і дуже альтернативних дизайнерів…

## У ролях
- Кейко Кітагава: Юкарі
- Осаму Мукаи: Коїдзумі Джордж
- Юсуке Ямамото: Хіроюкі
- Сюндзі Ігарасі: Ізабелла
- Кенте Каку: Араші
- Омазі Ая: Мівако Сакурада
- Нацукі Като: Каорі Asou